# Lago North Tea
El Lago North Tea es un lago protegido, en la región noroeste del Parque Algonquin, dentro del Área Sur, No Organizada de Nipissing, provincia de Ontario, Canadá. Es un lugar de destino muy popular para piragüistas y pescadores.